# Canabalt
Canabalt ist ein Computerspiel aus dem Genre der Jump ’n’ Runs. Es wurde erstmals 2009 als kostenloses, browserbasiertes Flashspiel veröffentlicht. Seither wurden weitere, kostenpflichtige Versionen für iOS, Android, PlayStation 3, PlayStation Portable und PS Vita veröffentlicht. Das Spiel ist Bestandteil einer Dauerausstellung zu interaktivem Design des Museum of Modern Art.

## Spielprinzip
Das Spielprinzip ist auf Geschicklichkeit ausgelegt und einfach gehalten. Das Spiel dreht sich um eine menschliche Spielfigur, die in einer auf die Farben schwarz, weiß und grau reduzierten, futuristisch wirkenden Spielwelt über die Dächer einstürzender Hochhäusern rennt. Ziel ist es, eine möglichst lange Strecke zurückzulegen. Dabei muss die Figur Hindernisse und Abgründe überspringen.
Canabalt ist ein Side-Scroller, das bedeutet, die Figur bewegt sich ausschließlich vom linken Seitenrand aus gesehen nach rechts. Die Fortbewegung der Figur wird im Gegensatz zu gängigen Jump ’n’ Runs vom Programm gesteuert. Der Spieler setzt während des gesamten Spielverlaufs lediglich einen einzigen Befehl ein, mit dem die Spielfigur angewiesen wird zu springen. Je länger die Figur dabei Kollisionen mit umherliegenden Hindernissen ausweichen kann, desto schneller wird sie. Stürzt die Figur in einen Abgrund oder kann die Flucht aus anderen Gründen nicht fortsetzen, ist das Spiel beendet. Als Ergebnis wird die zurückgelegte Strecke angezeigt, die der Spieler anhand eines Highscores mit anderen Spielern oder früheren Leistungen vergleichen kann. Der Levelaufbau ist zufällig und variiert daher von Spiel zu Spiel.

## Entwicklung
Canabalt wurde 2009 in fünf Tagen von Adam Saltsman für das Experimental Gameplay Project entwickelt, einen Wettbewerb für Independent-Spieleentwickler. Beeinflusst wurde er dabei unter anderem von dem NES-Titel Super Mario Bros. Nachdem das Spiel von Saltsman ursprünglich als kostenlose Flashanwendung auf seiner Website angeboten wurde, erschien das Spiel seither für zahlreiche weitere Plattformen (iOS, Android, PS3, PSP, PS Vita) und diverse Webplattformen wie den Chrome Web Store. Im Gegensatz zur Flashversion wurde das Spiel hier jedoch kostenpflichtig angeboten. Das Spiel wurde zudem auf Online-Spieleseiten wie Newgrounds, Armor Games und Kongregate prominent beworben. Im März 2012 war Canabalt Teil des Humble Bundle 2 für Android. Ebenfalls 2012 erschien eine Portierung für Commodore 64.
Canabalt nutzt als technische Grundlage die von Saltsman entwickelte ActionScript-Bibliothek Flixel.
Der Quelltext der Engine wurde 2010 unter einer Open-Source-Lizenz, der MIT-Lizenz, veröffentlicht. Der spielspezifische Quelltext wurde ebenfalls veröffentlicht, jedoch nicht Open-Source. Das Artwork, die Musik und den Sound, blieben weiterhin proprietär. Saltsman beschrieb ein Jahr später die Quelltextveröffentlichung als auch kommerziell funktionierend, da die Umsätze dadurch nicht in Mitleidenschaft gezogen wurden.

## Rezeption
Canabalt erhielt laut Metacritic mehrheitlich gute Kritiken. John Mix Meyer von Wired schrieb in seiner Rezension, Canabalts „einfaches, spaßiges Konzept reduziert Jump ’n’ Run auf seine reine Essenz aus Rennen und Springen“. Levi Buchanan von IGN bezeichnete Canabalt als „ein wundervolles Zuckspiel, das mit der richtigen Balance zwischen Talent und Glück punkten kann“. Laut Michael McWhertor von Kotaku ist Canabalt „ein gradliniges, einfaches Actionspiel mit einer beeindruckenden Präsentation, das seine hastige Entstehungsgeschichte Lügen straft“. Achim Fehrenbach schrieb in Spiegel Online „Canabalt ist Jump ’n’ Run der simpelsten und unterhaltsamsten Sorte“. Neben dem einfachen unterhaltsamen Spielprinzip wurden insbesondere die grafische Gestaltung und die musikalische Untermalung gelobt.
Das Spiel wurde von Zeitschriften mehrfach unter den besten Spielen des Jahres 2009 gelistet, darunter Rock, Paper, Shotgun und Eurogamer. Im Mai 2011 listete Lewis Denby vom britischen Spielemagazin PC Gamer Canabalt auf Platz 13 seiner Liste der 20 besten kostenlosen Computerspiele. Stand 2012 wurde die iOS-Fassung des Spiels über 300.000 verkauft.
Der Titel inspirierte eine Reihe weiterer Spiele mit dem Prinzip des „endlosen Rennens“. Dazu zählten Titel wie Robot Unicorn Attack, das Kieron Gillen in seinem Artikel „2010 Spiel des Jahres“ für EuroGamer.net als einen „schamlosen Canabalt-Klon“ bezeichnete. Ähnlich äußerte sich Ben Gilbert in seinem Joystiq-Testbericht zu Halfbrick Studios' Jetpack Joyride, als er argumentierte „Doom verhält sich zu Halo wie Canabalt zu Jetpack Joyride.“ Ihren Testbericht zu Go Ninja für das Online-Magazin VentureBeat betitelte Autorin Jasmine Maleficent Rea mit „Go Ninja ist wie Canabalt mit Blut und Schwertern“. Das US-Magazin GamePro bezeichnete Canabalt weiterhin als maßgeblichen Einfluss für Electronic Arts’ iPad-Umsetzung des Computerspiels Mirror’s Edge.
Am 29. November 2012 gab das Museum of Modern Art den Erwerb von 14 Computerspielen, darunter Canabalt, für eine neue Design-Dauerausstellung in den Philip Johnson Galleries ab März 2013 bekannt. In der Bekanntmachung wurden die Titel als herausragende Vertreter im Bereich des Interaktionsdesigns bezeichnet. Kriterien waren demnach neben der visuellen Qualität und der ästhetischen Erfahrung sämtliche Aspekte, die zur Gestaltung der Interaktion beitragen, etwa die Eleganz des Programmcodes oder das Design des Spielerverhaltens.